# Batteria Lindemann
La batteria Lindemann è stata un'installazione militare sita a Sangatte, nel Pas de Calais, realizzata durante il corso della seconda guerra mondiale dalla Kriegsmarine tedesca, e destinata a colpire obiettivi nell'Inghilterra meridionale e nel canale della Manica.

## Storia

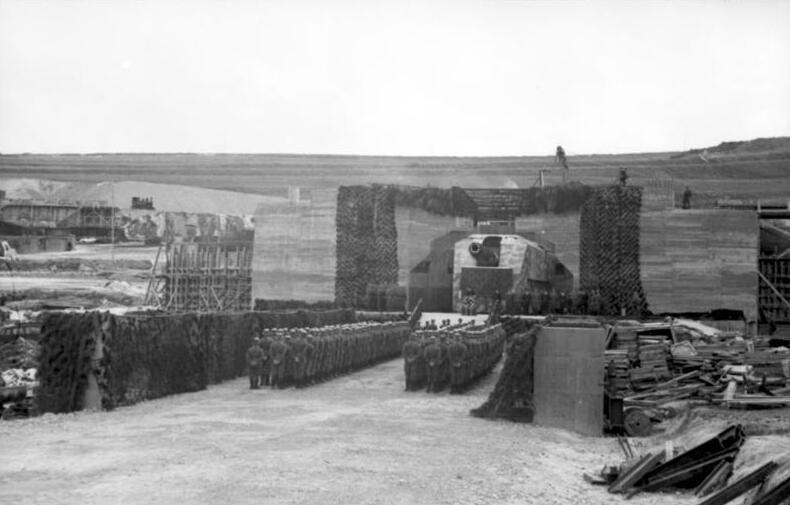
Un cannone da 406/50 della batteria Lindemann in fase di messa in opera.

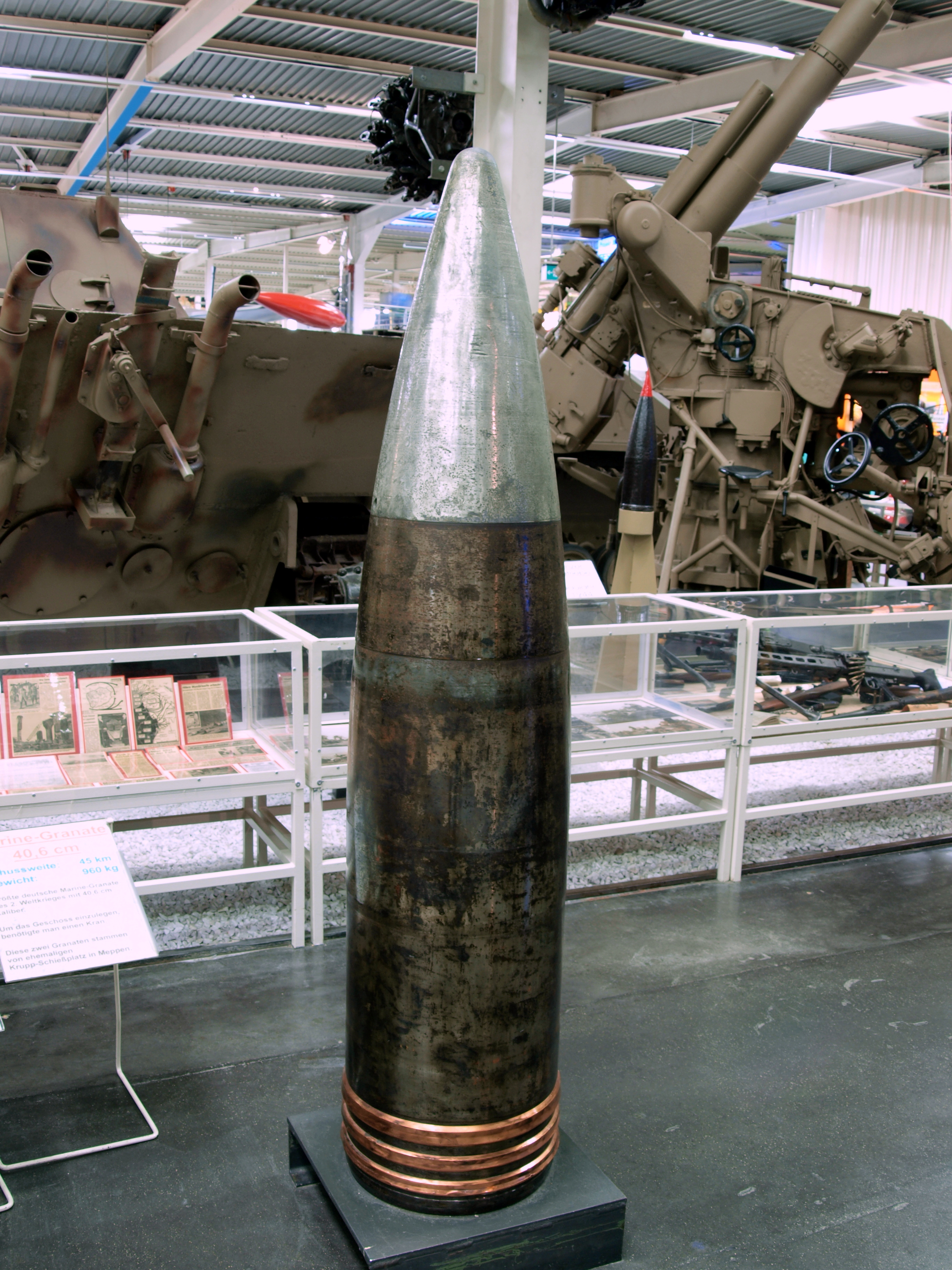
Un proiettile da 406 mm.

Verso la metà del 1941 l'alto comando della Kriegsmarine decise di trasferire la Batteria Schleswig-Holstein, dotata di 3 pezzi da 406 mm 40,6 cm SK C/34, posta vicino a Danzica, in Polonia, riposizionandola nella vicinanze di Sangatte, nel Pas de Calais per poter colpire obiettivi nell'Inghilterra meridionale. La nuova batteria fu designata "Grossdeutschland" e la sua costruzione iniziò nel 1941, con ogni pezzo installato in una torre singola Schiessgerüst C/39 pesantemente corazzata, posta su di una casamatta in cemento armato S 262 le cui pareti raggiungevano i quattro metri di spessore. Ogni casamatta era una struttura alta circa 16 m e profonda, dalla facciata al retro, 45 m. Le torri ricevettero rispettivamente i nomi di "Anton", "Bruno" e "Caesar". La batteria disponeva di un bunker comando S 100 dotato di telemetro stereoscopico Zeiss, e le tre torri da 406 mm erano asservite ad un radar di scoperta navale FuMO 214 Würzburg See Riese.
Il cannone da 406 mm, inizialmente destinato ad armare le navi da battaglia classe H, sparava un proiettile da 600 kg a 56 km di distanza, e uno da 1 030 kg a 43 km. La canna di 20 m di lunghezza di questo cannone avena una durata media di vita pari a 250 o 300 colpi. Il rateo di tiro era pari a 1 colpo al minuto con elevazione fino a +20°, e di 1 colpo ogni 2 minuti con elevazione oltre i 20°.
Le torri A e C divennero operative nel giugno 1942, mentre la B nel luglio successivo, e la batteria 5.MAA 244 al comando del kapitänleutnant Werner Lokau fu dichiarata operativa. Nel mese di settembre dello stesso anno fu ridenominata Lindemann, in onore del coraggioso comandante della nave da battaglia Bismarck perito durante il suo affondamento. La "Lindemann" iniziò a sparare regolarmente dal mese di novembre contro obiettivi nel sud-est dell'Inghilterra, e nei due anni di attività vennero esplosi 2.450 colpi. Di essi 1.242 furono esplosi contro il traffico costiero, 593 contro i porti inglesi, 235 contro la città di Dover, 186 contro le batterie costiere inglesi, e 194 contro altri bersagli.
Disponendo la batteria "Lindemann" della armi più potenti a disposizione del Vallo Atlantico, divenne un obiettivo privilegiato degli attacchi aerei alleati, e dei duelli tra artiglierie di grosso calibro nel canale della Manica. Contro di essa furono esplosi dalla batterie di grosso calibro inglesi 1.600 colpi, di cui 45 centrarono le casamatte ma senza grossi danni. Solo due uomini del personale che armavano i pezzi perirono sotto i colpi dei cannoni inglesi.
Dopo lo sbarco in Normandia la batteria fu soggetta a duri attacchi. Il 4 settembre 1944 un proiettile inglese sparato da un cannone ferroviario di grosso calibro riuscì a centrare uno dei cannoni (torre "Bruno"), mettendolo fuori uso.
Il 21 settembre la zona su cui sorgeva la batteria fu attaccata da una formazione di 4 o 500 bombardieri inglesi Avro Lancaster, Handley Page Halifax e De Havilland Mosquito che riuscirono a danneggiare gravemente un altro cannone, quello della torre "Anton". L'ultima pezzo rimasto, quello della torre "Caesar", sparò i suoi ultimi colpi verso l'Inghilterra il giorno 25, e l'indomani fu messo fuori uso dai soldati canadesi del Canadian North Shore Regiment quando conquistarono la batteria.
Durante gli anni ottanta del XX secolo la zona dove sorgeva la batteria "Lindemann" fu usata come sito di stoccaggio per i materiali estratti nella realizzazione del tunnel della Manica, e i tre grandi bunker furono parzialmente interrati. Su quella zona si formò poi un lago artificiale.

### Fonti
1. 1 2 3 4 5 6 7 8 9 10 11 12  Zaloga 2007, p. 14.
2. 1 2 3 4  Battlefields ww2.
3. ↑  Williams 2013, p. 264.
4. 1 2  Heber 2008, p. 68.